# DJ Hollywood
DJ Hollywood (nacido el 10 de diciembre de 1954) es un rapero estadounidense y DJ de hip hop old school. Según Kurtis Blow, Hollywood fue el primer rapero dentro del mundo del hip-hop.
Fue el primer artista de disco en ser popular, y pronto se convirtió en uno de los artistas más solicitados de la escena del hip hop en sus comienzos. Gran parte de su material fue en directo, por lo que existen pocas grabaciones suyas hoy en día. Su primer sencillo publicado fue "Shock Shock The House" en 1980 bajo CBS Records.
Hollywood trabajo con artistas como Grandmaster Flash y Donald D, cuyo tema "Don's Groove" fue escrito por Hollywood y producido por Flash.
Hasta mediados de los 80 fue uno de los mejores DJ, hasta que se retiró y luchó por su adicción a las drogas. 
Desde su reaparición, actúa en Nueva York, apareciendo con Tha Veteranz, quien le reunió con Starski.
- Datos: Q476868